# 新崎站
新崎站（日语：／ Niizaki eki */?）是位於新潟縣新潟市北區新崎一丁目12番38號，東日本旅客鐵道（JR東日本）和日本貨物鐵道（JR貨物）的白新線車站。

## 歷史
- 1956年（昭和31年）4月15日：國鐵白新線全線開通時，此站啟用[1]。為一般車站。
- 1978年（昭和53年）6月15日：除了來往專用線外，終止車載貨物起卸業務。
- 1980年（昭和55年）4月1日：單車停泊處開始使用[2]。
- 1984年（昭和59年）2月1日：終止行李起卸業務。
- 1987年（昭和62年）4月1日：伴隨國鐵分割民營化，車站由東日本旅客鐵道（JR東日本）和日本貨物鐵道（JR貨物）營運。
- 1995年（平成7年）
  - 9月30日：最後一日設有貨運列車行走。
  - 11月1日：車站大樓由委托JR貨物負責變成由JR東日本直營。
  - 12月1日：跨站式站房開始使用[3][4]。
- 2005年（平成17年）2月10日：設置自動閘機。
- 2006年（平成18年）1月21日：此站可使用IC卡「Suica」（新潟都市圈範圍）。

## 車站構造

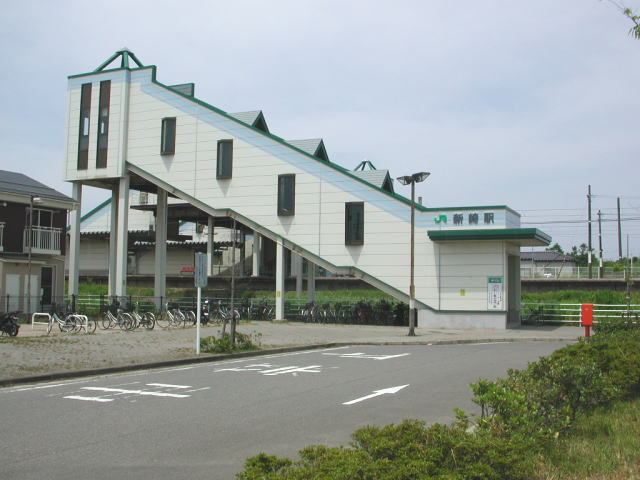
南出口（2004年8月）

車站是一座地面車站，設有1面1線的單式月台（1號月台）和1面2線的島式月台（內側為2號月台，外側為3號月台），共有2面3線的月台。曾經近新發田一方的1號月台對面設有供貨物起卸用的路軌，現時還有部分痕跡。
此站是由新潟站管理的業務委託車站，委托了JR新潟Business負責車站業務。在跨站式站房內設有閘外行人通道。車站內設有綠色窗口、自動售票機和自動閘機（可使用Suica等IC卡）。

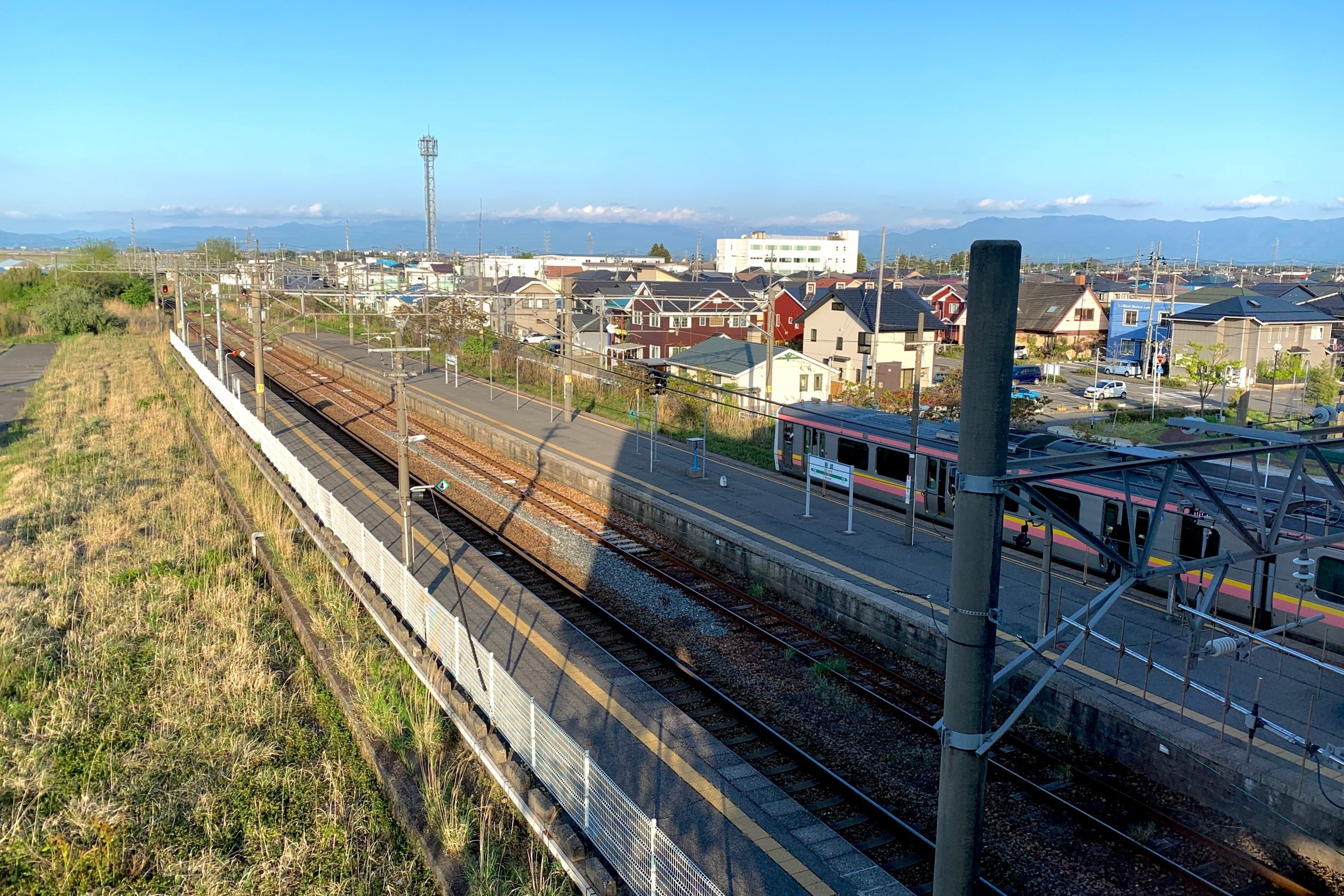
月台。望向新發田方向（2020年5月） 圖的左邊可看見貨物起卸處的痕跡。
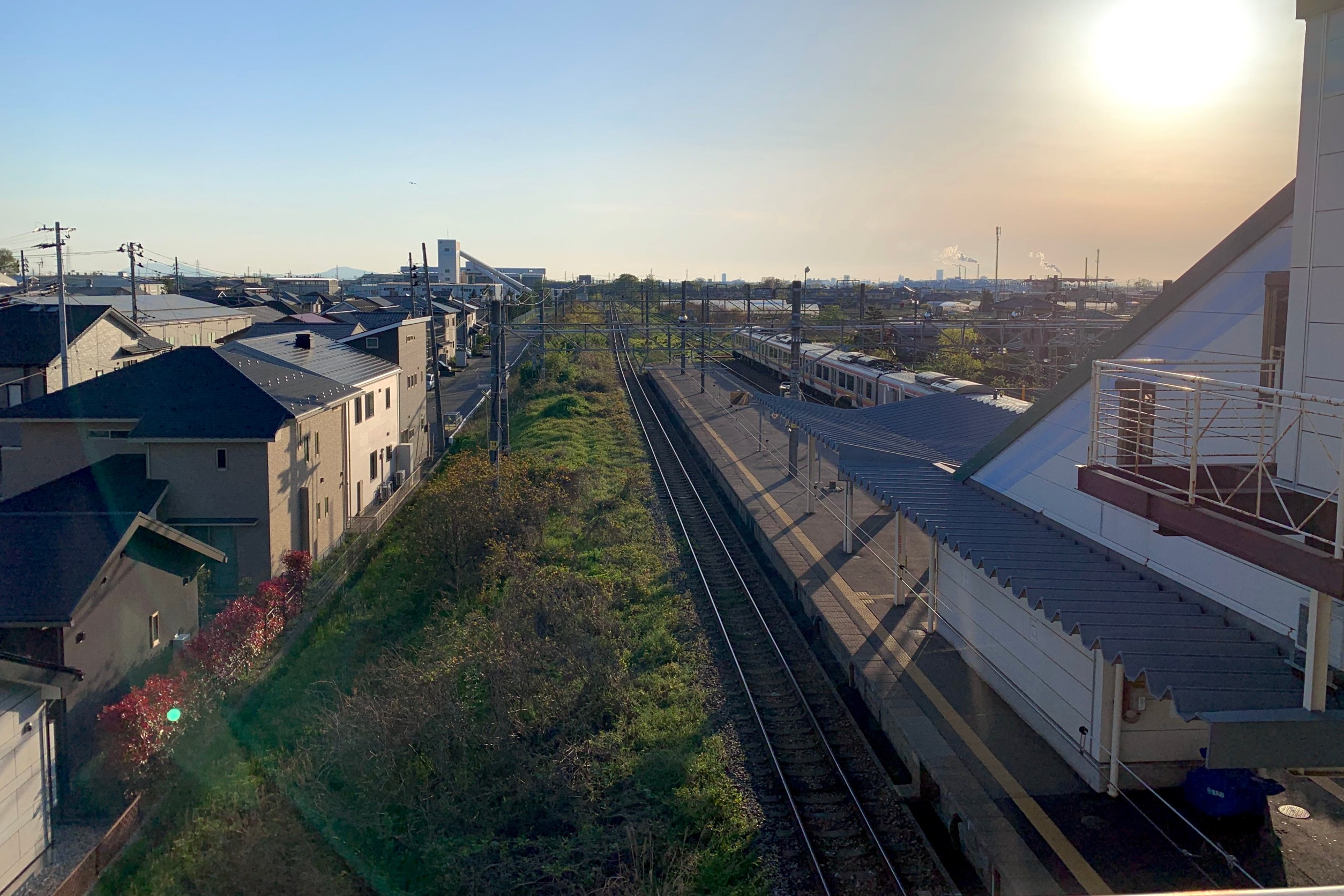
月台。望向新潟方向（2020年5月） 在3號月台對出的草堆中曾經鋪設路軌。
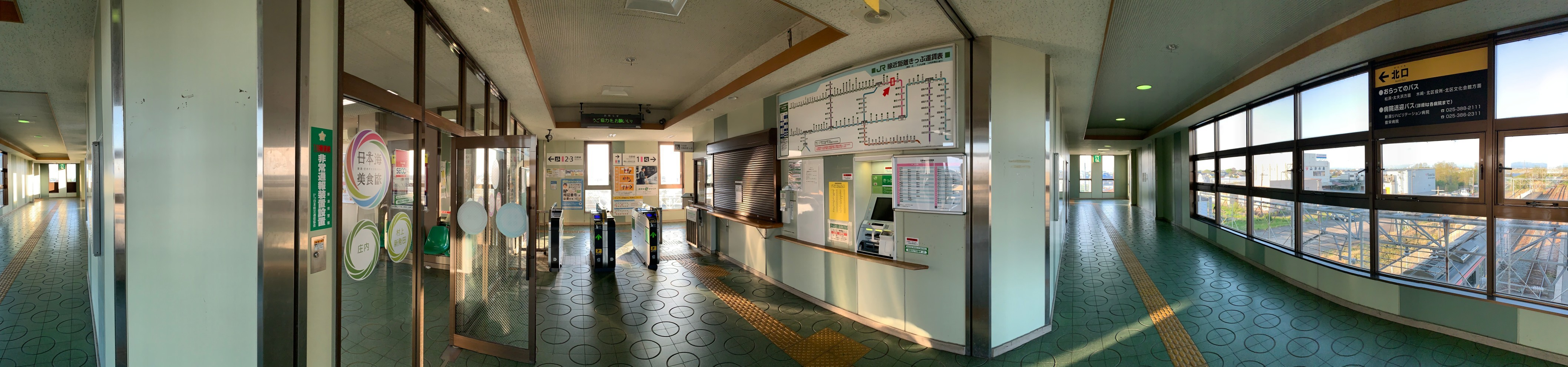
閘口周邊（2020年5月） 在櫃臺中途休息時段拍攝。

### 月台
| 月台 | 路線    | 上下行                 | 方向                   |
| ---- | ------- | ---------------------- | ---------------------- |
| 1    | ■白新線 | 下行                   | 豐榮方向               |
| 2    | ■白新線 | （上下行部分列車使用） | （上下行部分列車使用） |
| 3    | ■白新線 | 上行                   | 新潟方向               |

此站往新潟方向為雙線鐵路，往新發田方向為單線鐵路。

## 貨物起卸

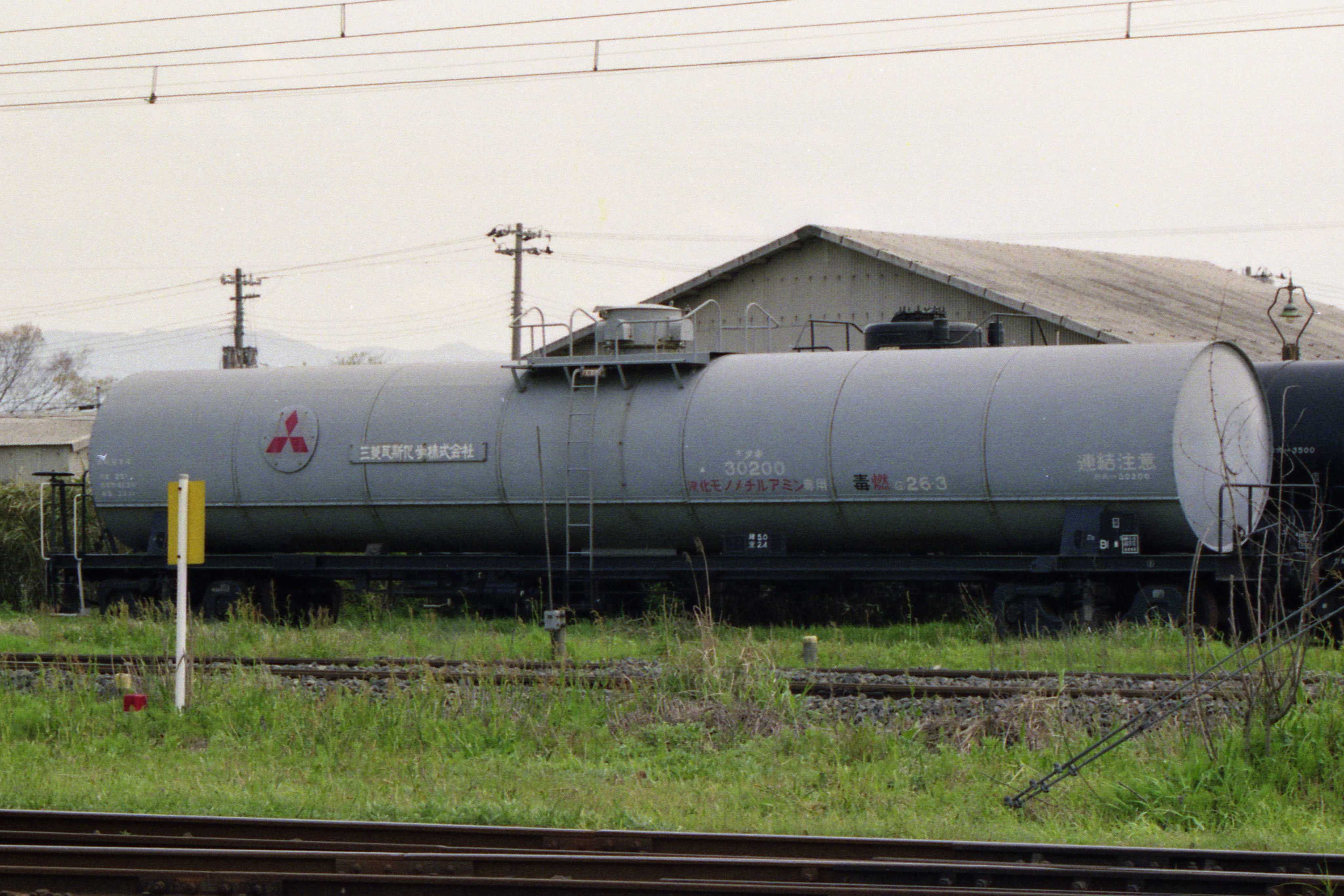
在站內停車中的日本國鐵Taki30200形貨車Taki30200。由三菱瓦斯化學擁有。1992年5月3日。

現時，此站為JR貨物臨時車載貨物的起卸站，沒有貨運列車停靠此站。
曾經在車站東南方設有日本酒精販賣新潟倉庫的專用線（荷役線），並連接此站。當時會從浮島町站運送醇至此處，該專用線在1995年（平成7年）9月廢止。另外，此站也有三菱瓦斯化學專用線，連接該公司的新潟工場。在工場中會起卸液態氨和甲醇。在1995年，隨著與新潟臨海鐵道藤寄站整合，便終止了起卸業務。

## 使用狀況
根據「JR東日本」的資料，在2019年度（令和元年度）1日平均乘車人次為1,280人。
以下為近年乘車人次變化列表：
| 乘車人次變化       | 乘車人次變化     | 乘車人次變化    |
| 年度               | 1日平均 乘車人次 | 參考資料        |
| ------------------ | ---------------- | --------------- |
| 2000年（平成12年） | 1,422            | [ 利用客数 2 ]  |
| 2001年（平成13年） | 1,406            | [ 利用客数 3 ]  |
| 2002年（平成14年） | 1,431            | [ 利用客数 4 ]  |
| 2003年（平成15年） | 1,424            | [ 利用客数 5 ]  |
| 2004年（平成16年） | 1,411            | [ 利用客数 6 ]  |
| 2005年（平成17年） | 1,413            | [ 利用客数 7 ]  |
| 2006年（平成18年） | 1,402            | [ 利用客数 8 ]  |
| 2007年（平成19年） | 1,390            | [ 利用客数 9 ]  |
| 2008年（平成20年） | 1,414            | [ 利用客数 10 ] |
| 2009年（平成21年） | 1,378            | [ 利用客数 11 ] |
| 2010年（平成22年） | 1,406            | [ 利用客数 12 ] |
| 2011年（平成23年） | 1,391            | [ 利用客数 13 ] |
| 2012年（平成24年） | 1,400            | [ 利用客数 14 ] |
| 2013年（平成25年） | 1,432            | [ 利用客数 15 ] |
| 2014年（平成26年） | 1,377            | [ 利用客数 16 ] |
| 2015年（平成27年） | 1,385            | [ 利用客数 17 ] |
| 2016年（平成28年） | 1,367            | [ 利用客数 18 ] |
| 2017年（平成29年） | 1,347            | [ 利用客数 19 ] |
| 2018年（平成30年） | 1,333            | [ 利用客数 20 ] |
| 2019年（令和元年） | 1,280            | [ 利用客数 1 ]  |

## 車站周邊

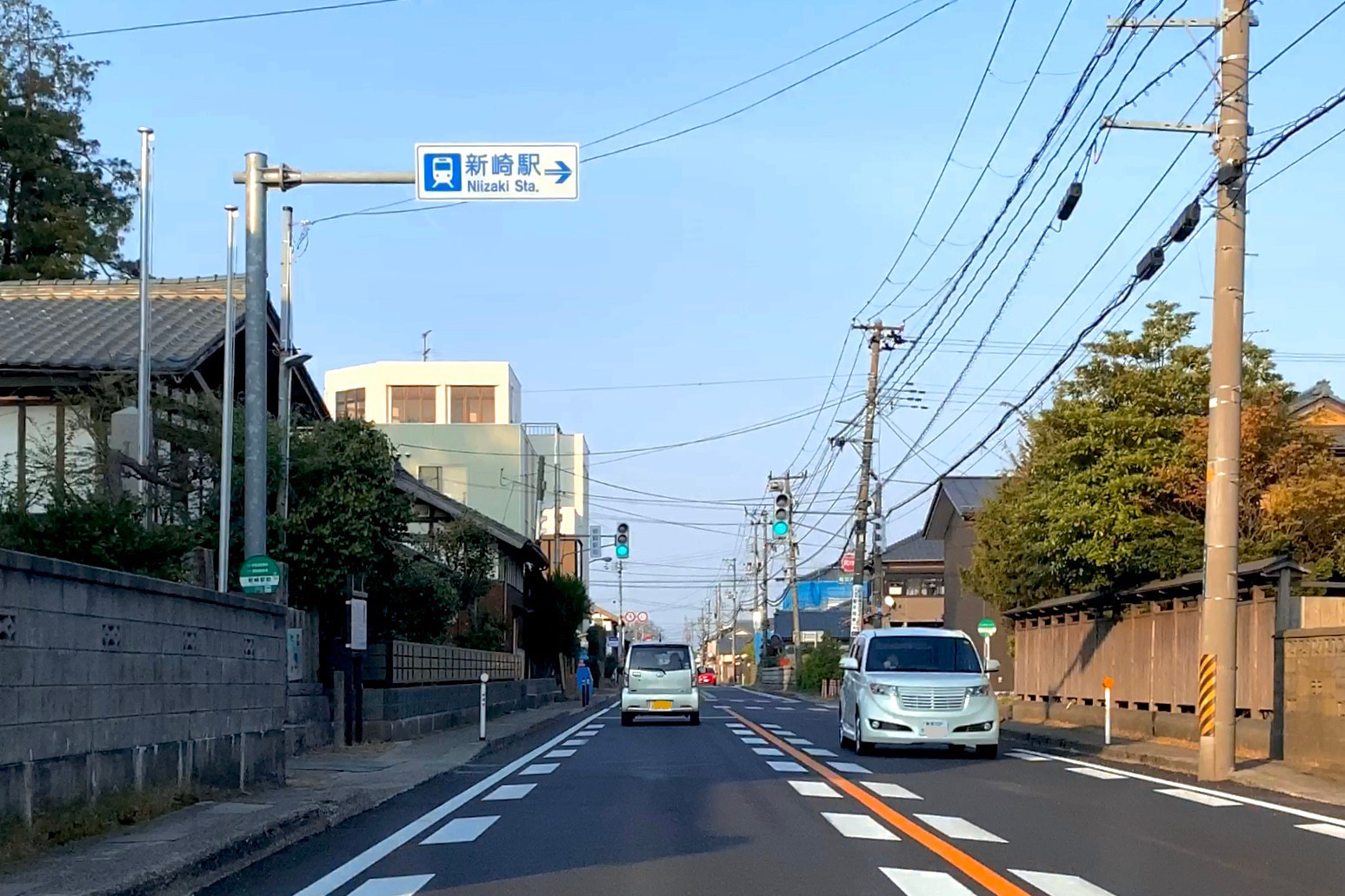
在車站北邊往東西行走的新潟黠道3號新潟新發田村上線。

車站北出口附近為前北蒲原郡濁川村中心，該處為昔日的農村地帶。沿縣道3號於村落北邊在1970年代起開始開發大型新住宅區（築野）。在站前，由於曾經有貨運服務，因此設有一些企業的倉庫和工場。在南出口附近的村落曾經名為「毘沙門」，在1960年代尾起開始發展鐵工團地，在1990年代進行「新崎站南土地整理項目」，開始發展住宅周，並把地名改為「紫羅蘭野」。在鐵路沿線兩旁均建設了住宅和公寓。在車站東邊設有新井鄉川引水渠（新井鄉川舊本流），在車站東邊至早通前之間設有廣大的稻田。
在北出口站前廣場處設有周邊觀光名勝資訊的「故鄉漫步MAP」。另外，在2020年起日落後，南北兩站前廣場全年都會亮起燈飾。

### 北出口

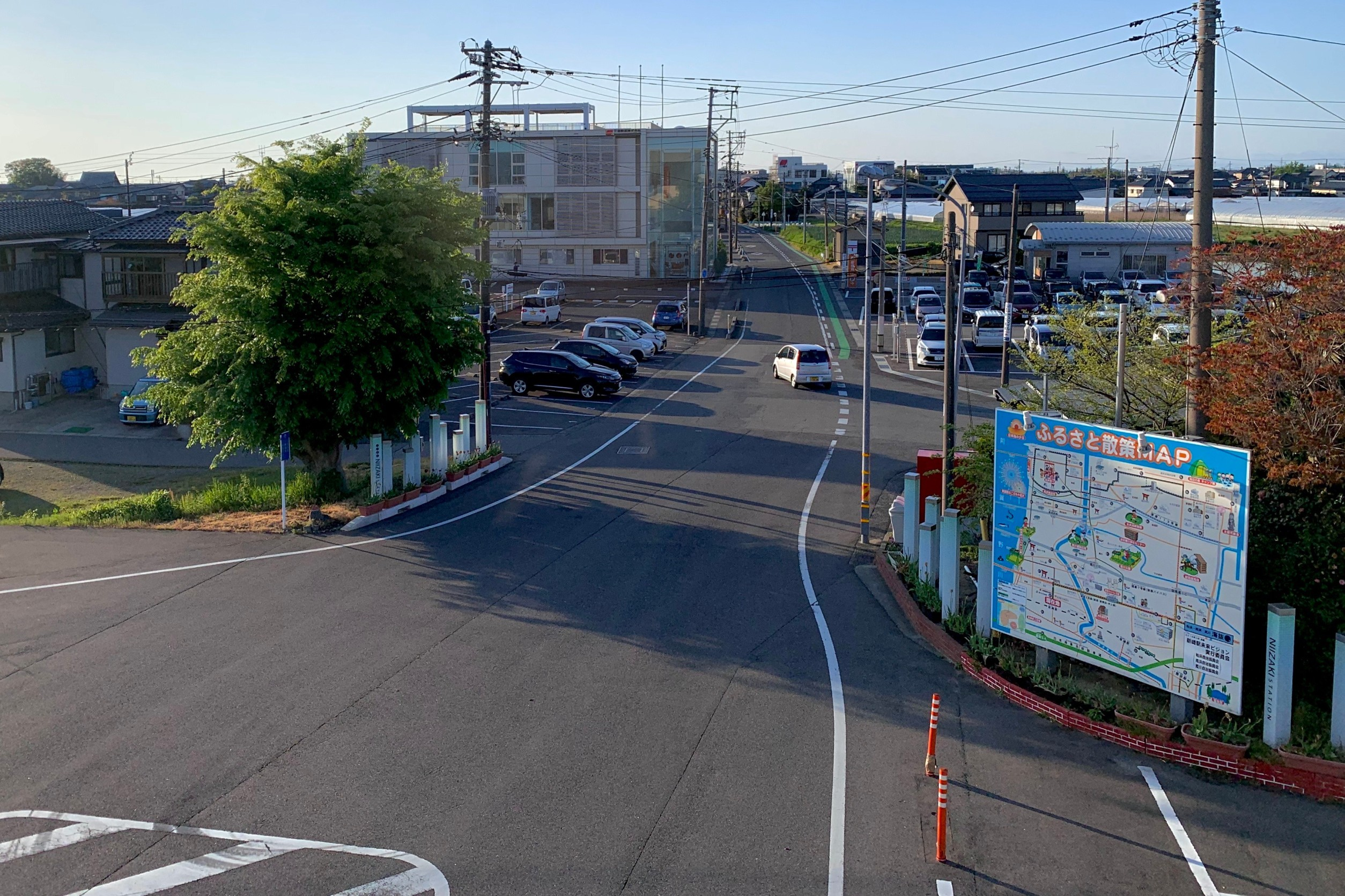
北出口站前風景（2020年5月）
設有三幸製菓總部大廈職員專用停車場。

北出口為車站啟用時的出口。此站距離住宅區有一段距離，在前往縣道前會經過農地。
- 新潟縣道352號新崎停車場線（日语：新潟県道352号新崎停車場線）
- 新潟縣道3號新潟新發田村上線（日语：新潟県道3号新潟新発田村上線）
- 三幸製菓（日语：三幸製菓）（在2014年，位於站前的總部大廈落成[11]）
- 新潟仙貝王國（日语：新潟せんべい王国）（步行約15分鐘）

### 南出口

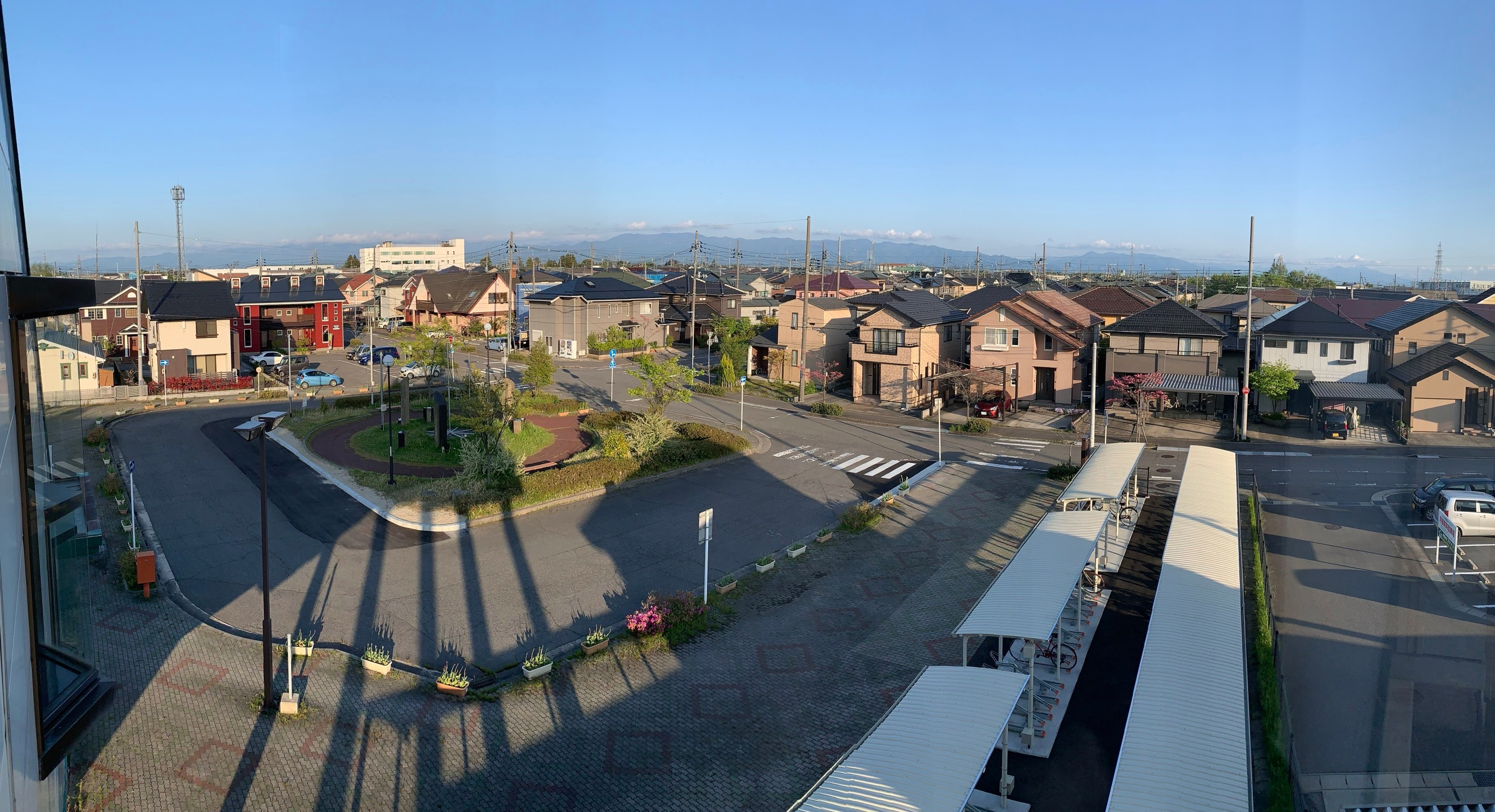
南出口站前風景（2020年5月）
該處為大型住宅區。

跨站式站房是由於南出口對出開始發展住宅區而建設。
- 新潟縣道15號新潟長浦水原線（日语：新潟県道15号新潟長浦水原線）
- 新崎工業團地
- 日本海東北自動車道豐榮服務區

## 巴士路線

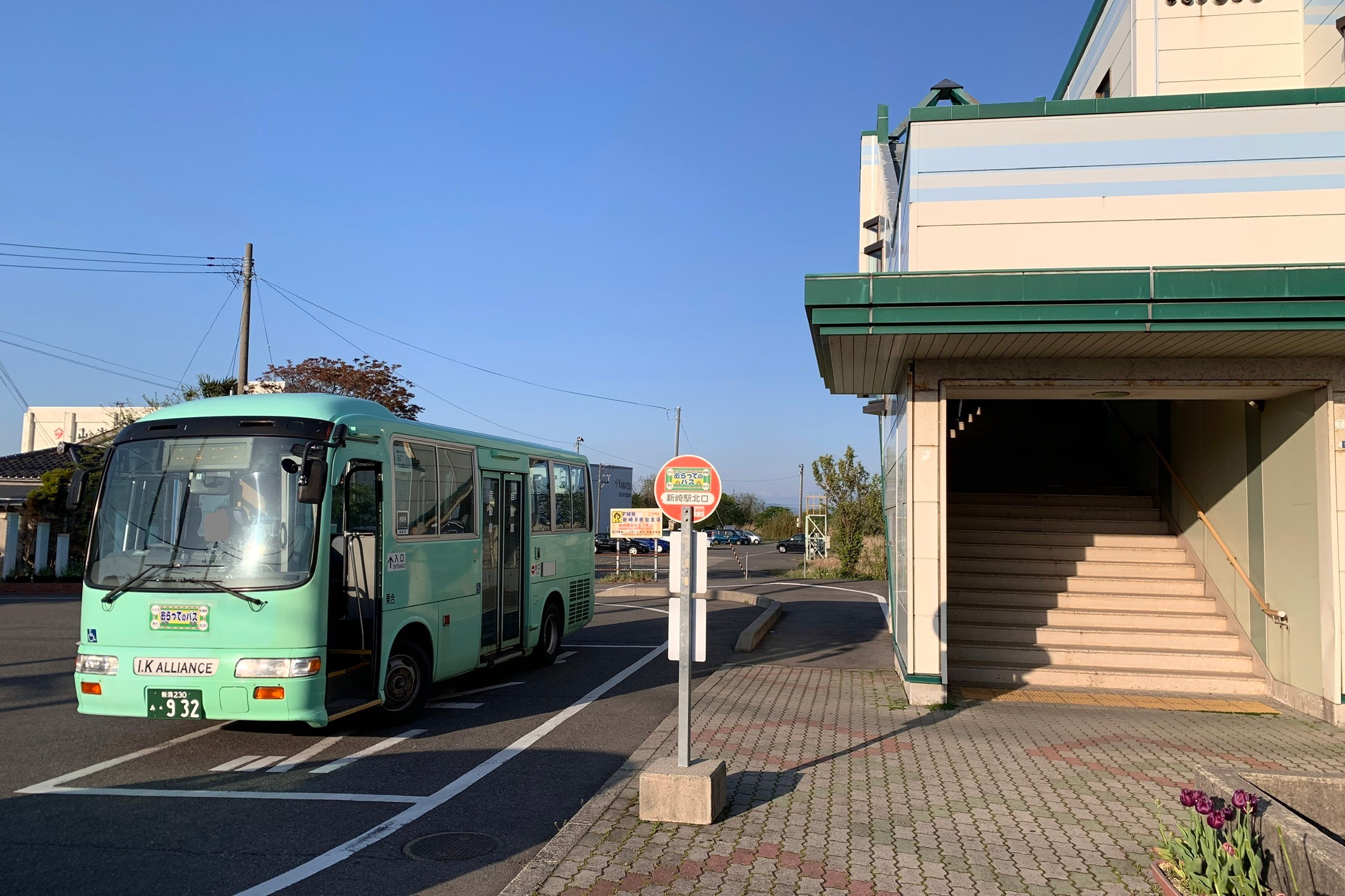
在北出口出發的「おらってのバス」（2020年5月）

在北出口站前廣場內設有居民巴士（社區巴士）「おらってのバス」新崎站北口巴士站。在北出口的縣道3號上，以及南出口的縣道15號上（均需步行約約5分鐘）均設有新潟交通集團的巴士站，停靠的巴士路線為一般路線巴士。

### 北出口
| 巴士站名稱                    | 方向                              | 路線名稱     | 路線編號、目的地 |
| ----------------------------- | --------------------------------- | ------------ | --- |
| 新崎駅北口 （北出口迴旋路內） | -                                 | 居民巴士「」 | 北51 名目所、松濱、太夫濱 北51 ＜葛塚路線＞ 尾山新城、豐榮站、北區文化會館 ※所有路線在星期六、日、假日及年頭年尾暫停服務 |
| 新崎站前 （縣道3號上）        | 郊外方向 （諏訪神社前）           | ■ E4 大形線  | E44 經新崎 新潟馬場 E46 經木崎 新發田營業所                                                                              |
| 新崎站前 （縣道3號上）        | 新潟市中心方向 （新崎站前路口處） | ■ E4 大形線  | E44・E46 經大形本町、山木戶 新潟站前、萬代城                                                                             |

### 南出口
| 巴士站名稱                | 方向           | 路線名稱    | 路線編號、目的地                        |
| ------------------------- | -------------- | ----------- | --------------------------------------- |
| 新崎團地前 （縣道15號上） | 豐榮站方向     | ■ E4 大形線 | E45 經早通站前 豐榮站前（南出口）       |
| 新崎團地前 （縣道15號上） | 新潟市中心方向 | ■ E4 大形線 | E45 經大形本町、山木戶 新潟站前、萬代城 |

## 相鄰車站
東日本旅客鐵道（JR東日本）
■白新線
□快速「紅花」、■快速
通過
■普通
大形－新崎－早通

## 注腳

### 使用狀況
1. 1 2  . 東日本旅客鉄道.   [2020-07-13]. （原始内容存档于2020-07-11） （日语）.
2. ↑  . 東日本旅客鉄道.   [2019-04-06]. （原始内容存档于2019-03-27） （日语）.
3. ↑  . 東日本旅客鉄道.   [2019-04-06]. （原始内容存档于2019-03-27） （日语）.
4. ↑  . 東日本旅客鉄道.   [2019-04-06]. （原始内容存档于2019-03-27） （日语）.
5. ↑  . 東日本旅客鉄道.   [2019-04-06]. （原始内容存档于2019-03-27） （日语）.
6. ↑  . 東日本旅客鉄道.   [2019-04-06]. （原始内容存档于2019-03-27） （日语）.
7. ↑  . 東日本旅客鉄道.   [2019-04-06]. （原始内容存档于2019-03-27） （日语）.
8. ↑  . 東日本旅客鉄道.   [2019-04-06]. （原始内容存档于2019-03-27） （日语）.
9. ↑  . 東日本旅客鉄道.   [2019-04-06]. （原始内容存档于2019-04-02） （日语）.
10. ↑  . 東日本旅客鉄道.   [2019-04-06]. （原始内容存档于2019-03-27） （日语）.
11. ↑  . 東日本旅客鉄道.   [2019-04-06]. （原始内容存档于2019-03-27） （日语）.
12. ↑  . 東日本旅客鉄道.   [2019-04-06]. （原始内容存档于2019-03-27） （日语）.
13. ↑  . 東日本旅客鉄道.   [2019-04-06]. （原始内容存档于2019-03-27） （日语）.
14. ↑  . 東日本旅客鉄道.   [2019-04-06]. （原始内容存档于2018-10-26） （日语）.
15. ↑  . 東日本旅客鉄道.   [2019-04-06]. （原始内容存档于2016-04-04） （日语）.
16. ↑  . 東日本旅客鉄道.   [2019-04-06]. （原始内容存档于2019-03-27） （日语）.
17. ↑  . 東日本旅客鉄道.   [2019-04-06]. （原始内容存档于2019-03-23） （日语）.
18. ↑  . 東日本旅客鉄道.   [2019-04-06]. （原始内容存档于2017-07-29） （日语）.
19. ↑  . 東日本旅客鉄道.   [2019-04-06]. （原始内容存档于2018-07-06） （日语）.
20. ↑  . 東日本旅客鉄道.   [2019-07-21]. （原始内容存档于2019-07-05） （日语）.

## 外部連結
- 車站資訊（新崎）：東日本旅客鐵道（日語）